# Wereldkampioenschap hockey mannen 1986
Na Azië was het weer de beurt aan Europa om in 1986 het wereldkampioenschap hockey voor mannen te organiseren. Engeland, van oudsher een toonaangevende natie in het internationale hockey, mocht als gastheer fungeren omdat de Engelse hockeybond, opgericht op 18 januari 1886, zijn honderdjarige bestaan vierde.
Het toernooi, onder auspiciën van de wereldhockeybond FIH, had plaats van zaterdag 4 oktober tot en met zondag 19 oktober 1986 in het National Hockey Centre Willesden in Londen. Titelverdediger was Pakistan, net als vier jaar eerder in Bombay. Vijf van de twaalf deelnemende landen hadden zich een jaar eerder geplaatst voor de eindronde bij de strijd om de Intercontinental Cup in Barcelona. Het toernooi betekende het laatste internationale optreden van het Nederlandse strafcornerkanon Ties Kruize, en liep uit op een nachtmerrie voor de twee grootmachten uit het Aziatische hockey, India en Pakistan.

## Deelnemende landen
| Poule A                                                          | Poule B                                            |
| ---------------------------------------------------------------- | -------------------------------------------------- |
| Pakistan Nederland Sovjet-Unie Nieuw-Zeeland Engeland Argentinië | West-Duitsland Australië India Polen Spanje Canada |

## Uitslagen

### Eerste ronde

#### Poule A
| Team          | GS | W | G | V | DV | DT | DS | Ptn |
| ------------- | -- | - | - | - | -- | -- | -- | --- |
| Engeland      | 5  | 4 | 0 | 1 | 18 | 7  | 11 | 8   |
| Sovjet-Unie   | 5  | 4 | 0 | 1 | 6  | 1  | 5  | 8   |
| Nederland     | 5  | 4 | 0 | 1 | 5  | 2  | 3  | 8   |
| Argentinië    | 5  | 1 | 1 | 3 | 5  | 7  | −2 | 3   |
| Pakistan      | 5  | 1 | 0 | 4 | 8  | 13 | −5 | 2   |
| Nieuw-Zeeland | 5  | 0 | 1 | 4 | 5  | 11 | −6 | 1   |

| 4 oktober 1986                                      |       |               |                                          |
| Argentinië                                          | 3 - 1 | Pakistan      | National Hockey Centre Willesden, Londen |
| Marcelo Mascheroni Marcelo Garraffo Alejandro Verga |       | Pervaiz Iqbal | National Hockey Centre Willesden, Londen |

|                              |       |               |                                          |
| Engeland                     | 3 - 1 | Nieuw-Zeeland | National Hockey Centre Willesden, Londen |
| Sean Kerly Stephen Batchelor |       | Peter Daji    | National Hockey Centre Willesden, Londen |

|                  |       |             |                                          |
| Nederland        | 1 - 0 | Sovjet-Unie | National Hockey Centre Willesden, Londen |
| Ronald Jan Heijn |       |             | National Hockey Centre Willesden, Londen |

| 6 oktober 1986   |       |               |                                          |
| Sovjet-Unie      | 1 - 0 | Nieuw-Zeeland | National Hockey Centre Willesden, Londen |
| Viktor Deputatov |       |               | National Hockey Centre Willesden, Londen |

|                            |       |                    |                                          |
| Engeland                   | 2 - 1 | Argentinië         | National Hockey Centre Willesden, Londen |
| Paul Barber Imran Sherwani |       | Marcelo Mascheroni | National Hockey Centre Willesden, Londen |

|                                            |       |                      |                                          |
| Nederland                                  | 2 - 1 | Pakistan             | National Hockey Centre Willesden, Londen |
| Maarten van Grimbergen Gert Jan Schlatmann |       | Qazi Mohib-ur-Rehman | National Hockey Centre Willesden, Londen |

| 8 oktober 1986                    |       |                         |                                          |
| Pakistan                          | 5 - 3 | Nieuw-Zeeland           | National Hockey Centre Willesden, Londen |
| Nasir Ali Hassan Sardar Qasim Zia |       | Peter Daji Robin Wilson | National Hockey Centre Willesden, Londen |

|          |       |                     |                                          |
| Engeland | 0 - 1 | Sovjet-Unie         | National Hockey Centre Willesden, Londen |
|          |       | Alexander Goncharov | National Hockey Centre Willesden, Londen |

|                |       |            |                                          |
| Nederland      | 1 - 0 | Argentinië | National Hockey Centre Willesden, Londen |
| Tom van 't Hek |       |            | National Hockey Centre Willesden, Londen |

| 11 oktober 1986       |       |                  |                                          |
| Engeland              | 3 - 1 | Pakistan         | National Hockey Centre Willesden, Londen |
| Jon Potter Sean Kerly |       | Kaleemullah Khan | National Hockey Centre Willesden, Londen |

|                  |       |            |                                          |
| Sovjet-Unie      | 2 - 0 | Argentinië | National Hockey Centre Willesden, Londen |
| Farid Zigangirov |       |            | National Hockey Centre Willesden, Londen |

|             |       |               |                                          |
| Nederland   | 1 - 0 | Nieuw-Zeeland | National Hockey Centre Willesden, Londen |
| Ties Kruize |       |               | National Hockey Centre Willesden, Londen |

| 13 oktober 1986 |       |                |                                          |
| Nieuw-Zeeland   | 1 - 1 | Argentinië     | National Hockey Centre Willesden, Londen |
| Robin Wilson    |       | Alejandro Siri | National Hockey Centre Willesden, Londen |

|                                   |       |          |                                          |
| Sovjet-Unie                       | 2 - 0 | Pakistan | National Hockey Centre Willesden, Londen |
| Sergei Pleshakov Viktor Deputatov |       |          | National Hockey Centre Willesden, Londen |

|                |       |           |                                          |
| Engeland       | 1 - 0 | Nederland | National Hockey Centre Willesden, Londen |
| Imran Sherwani |       |           | National Hockey Centre Willesden, Londen |

#### Poule B
| Team           | GS | W | G | V | DV | DT | DS  | Ptn |
| -------------- | -- | - | - | - | -- | -- | --- | --- |
| Australië      | 5  | 4 | 1 | 0 | 24 | 6  | 18  | 9   |
| West-Duitsland | 5  | 2 | 3 | 0 | 9  | 4  | 5   | 7   |
| Polen          | 5  | 2 | 1 | 2 | 8  | 9  | −1  | 5   |
| Spanje         | 5  | 2 | 1 | 2 | 7  | 13 | −6  | 5   |
| India          | 5  | 1 | 1 | 3 | 5  | 11 | −6  | 3   |
| Canada         | 5  | 0 | 1 | 0 | 3  | 13 | −10 | 1   |

| 5 oktober 1986                                            |       |                                |                                          |
| Australië                                                 | 6 - 2 | Canada                         | National Hockey Centre Willesden, Londen |
| Richard Charlesworth Neil Hawgood Terry Walsh Jon Bestall |       | Wayne Grimmer Hargurnek Sandhu | National Hockey Centre Willesden, Londen |

|                |       |        |                                          |
| West-Duitsland | 0 - 0 | Spanje | National Hockey Centre Willesden, Londen |
|                |       |        | National Hockey Centre Willesden, Londen |

|                   |       |       |                                          |
| Polen             | 1 - 0 | India | National Hockey Centre Willesden, Londen |
| Andrzej Mysliwiec |       |       | National Hockey Centre Willesden, Londen |

| 7 oktober 1986               |       |                   |                                          |
| Spanje                       | 2 - 1 | India             | National Hockey Centre Willesden, Londen |
| Xavier Escude Ignacio Escude |       | Moneypanda Somaya | National Hockey Centre Willesden, Londen |

|                                |       |                            |                                          |
| Australië                      | 2 - 2 | West-Duitsland             | National Hockey Centre Willesden, Londen |
| Grant Mitton Warren Birmingham |       | Thomas Reck Carsten Fisher | National Hockey Centre Willesden, Londen |

|        |       |       |                                          |
| Canada | 0 - 0 | Polen | National Hockey Centre Willesden, Londen |
|        |       |       | National Hockey Centre Willesden, Londen |

| 10 oktober 1986              |       |        |                                          |
| India                        | 2 - 0 | Canada | National Hockey Centre Willesden, Londen |
| Thoiba Singh Balwinder Singh |       |        | National Hockey Centre Willesden, Londen |

|                                                          |       |        |                                          |
| Australië                                                | 6 - 0 | Spanje | National Hockey Centre Willesden, Londen |
| Colin Batch Richard Charlesworth Neil Hawgood Mark Hager |       |        | National Hockey Centre Willesden, Londen |

|                                            |       |       |                                          |
| West-Duitsland                             | 3 - 0 | Polen | National Hockey Centre Willesden, Londen |
| Carsten Fisher Thomas Reck Michael Hilgers |       |       | National Hockey Centre Willesden, Londen |

| 12 oktober 1986                |       |                           |                                          |
| Polen                          | 5 - 0 | Spanje                    | National Hockey Centre Willesden, Londen |
| Karol Podzorski Jerzy Miroslaw |       | Carlos Roca Xavier Escude | National Hockey Centre Willesden, Londen |

|                                                                     |       |       |                                          |
| Australië                                                           | 6 - 0 | India | National Hockey Centre Willesden, Londen |
| Grant Mitton Warren Birmingham Colin Batch Terry Walsh Craig Davies |       |       | National Hockey Centre Willesden, Londen |

|                                |       |        |                                          |
| West-Duitsland                 | 2 - 0 | Canada | National Hockey Centre Willesden, Londen |
| Michael Hilgers Carsten Fisher |       |        | National Hockey Centre Willesden, Londen |

| 14 oktober 1986                 |       |               |                                          |
| Spanje                          | 3 - 1 | Canada        | National Hockey Centre Willesden, Londen |
| Joachim Malgosa Xavier Escude ? |       | Ross Rutledge | National Hockey Centre Willesden, Londen |

|                                  |       |                            |                                          |
| India                            | 2 - 2 | West-Duitsland             | National Hockey Centre Willesden, Londen |
| Joaquim Carvalho Mohammad Shahid |       | Heiner Dopp Carsten Fisher | National Hockey Centre Willesden, Londen |

|                                                                 |       |                                  |                                          |
| Australië                                                       | 4 - 2 | Polen                            | National Hockey Centre Willesden, Londen |
| Neil Hawgood Craig Davies Richard Charlesworth Peter Haselhurst |       | Marian Kubisiak Andzej Mysliwiec | National Hockey Centre Willesden, Londen |

### Play-offs

#### 9e-12e plaats
|  | 9e-12e plaats   | 9e-12e plaats   |   |                 | 9e/10e plaats   | 9e/10e plaats |
|  |                 |                 |   |                 |                 |               |
|  | 16 oktober 1986 |                 |   |                 |                 |               |
|  | Canada          | 2               |   |                 |                 |               |
|  | Pakistan        | 1               |   |                 |                 |               |
|  |                 |                 |   |                 |                 |               |
|  |                 |                 |   |                 | 17 oktober 1986 |               |
|  |                 |                 |   |                 | Canada          | 1             |
|  |                 | Nieuw-Zeeland   | 2 |                 |                 |               |
|  |                 |                 |   |                 |                 |               |
|  |                 |                 |   |                 | 11e/12e plaats  |               |
|  | 16 oktober 1986 | 16 oktober 1986 |   | 17 oktober 1986 | 17 oktober 1986 |               |
|  | Nieuw-Zeeland   | 2               |   | Pakistan        | 3               |               |
|  | India           | 1               |   |                 | India           | 2             |

| 16 oktober 1986 |       |           |                                          |
| Canada          | 2 - 1 | Pakistan  | National Hockey Centre Willesden, Londen |
| Ross Rutledge   |       | Nasir Ali | National Hockey Centre Willesden, Londen |

|                         |       |                 |                                          |
| Nieuw-Zeeland           | 2 - 1 | India           | National Hockey Centre Willesden, Londen |
| Grant McLeod Peter Daji |       | Mohammad Shahid | National Hockey Centre Willesden, Londen |

##### 11e/12e plaats
| 17 oktober 1986                                 |              |                    |                                          |
| Pakistan                                        | 3 - 2 (n.v.) | India              | National Hockey Centre Willesden, Londen |
| Qazi Mohib-ur-Rehman Kaleemullah Khan Nasir Ali |              | Mohinder Pal Singh | National Hockey Centre Willesden, Londen |

##### 9e/10e plaats
|               |       |                          |                                          |
| Canada        | 1 - 2 | Nieuw-Zeeland            | National Hockey Centre Willesden, Londen |
| Trevor Porrit |       | Greg Pierce Grant McLeod | National Hockey Centre Willesden, Londen |

#### 5e-8e plaats
|  | 5e-8e plaats    | 5e-8e plaats    |   |                 | 5e/6e plaats    | 5e/6e plaats |
|  |                 |                 |   |                 |                 |              |
|  | 16 oktober 1986 |                 |   |                 |                 |              |
|  | Argentinië      | 1               |   |                 |                 |              |
|  | Polen           | 0               |   |                 |                 |              |
|  |                 |                 |   |                 |                 |              |
|  |                 |                 |   |                 | 19 oktober 1986 |              |
|  |                 |                 |   |                 | Argentinië      | 2            |
|  |                 | Spanje          | 3 |                 |                 |              |
|  |                 |                 |   |                 |                 |              |
|  |                 |                 |   |                 | 7e/8e plaats    |              |
|  | 17 oktober 1986 | 17 oktober 1986 |   | 18 oktober 1986 | 18 oktober 1986 |              |
|  | Spanje          | 4               |   | Polen           | 2               |              |
|  | Nederland       | 1               |   |                 | Nederland       | 7            |

| 16 oktober 1986 |       |       |                                          |
| Argentinië      | 1 - 0 | Polen | National Hockey Centre Willesden, Londen |
| Alejandro Varga |       |       | National Hockey Centre Willesden, Londen |

| 17 oktober 1986                        |       |                       |                                          |
| Spanje                                 | 4 - 1 | Nederland             | National Hockey Centre Willesden, Londen |
| Jorge Oliva Xavier Escude Jaime Escude |       | Floris Jan Bovelander | National Hockey Centre Willesden, Londen |

##### 7e/8e plaats
| 18 oktober 1986                |       | |                                          |
| Polen                          | 2 - 7 | Nederland                                                                                                 | National Hockey Centre Willesden, Londen |
| Wojciech Klatt Karel Podzorski |       | Marc Delissen Gert Jan Schlatmann Floris Jan Bovelander René Klaassen Jan Hidde Kruize Cees Jan Diepeveen | National Hockey Centre Willesden, Londen |

##### 5e/6e plaats
| 19 oktober 1986               |       |              |                                          |
| Argentinië                    | 2 - 3 | Spanje       | National Hockey Centre Willesden, Londen |
| Alejandro Siri Carlos Geneyro |       | Jaime Escude | National Hockey Centre Willesden, Londen |

### Finaleronde
|  | halve finale    | halve finale    |   |                 | finale          | finale |
|  |                 |                 |   |                 |                 |        |
|  | 18 oktober 1986 |                 |   |                 |                 |        |
|  | Engeland        | 3               |   |                 |                 |        |
|  | West-Duitsland  | 2               |   |                 |                 |        |
|  |                 |                 |   |                 |                 |        |
|  |                 |                 |   |                 | 19 oktober 1986 |        |
|  |                 |                 |   |                 | Engeland        | 1      |
|  |                 | Australië       | 2 |                 |                 |        |
|  |                 |                 |   |                 |                 |        |
|  |                 |                 |   |                 | troostfinale    |        |
|  | 18 oktober 1986 | 18 oktober 1986 |   | 19 oktober 1986 | 19 oktober 1986 |        |
|  | Australië       | 5               |   | West-Duitsland  | 3               |        |
|  | Sovjet-Unie     | 0               |   |                 | Sovjet-Unie     | 2      |

#### Halve finales
| 18 oktober 1986        |              |                            |                                          |
| Engeland               | 3 - 2 (n.v.) | West-Duitsland             | National Hockey Centre Willesden, Londen |
| Sean Kerly Paul Barber |              | Joachim Hurter Heiner Dopp | National Hockey Centre Willesden, Londen |

|                                                                                    |       |             |                                          |
| Australië                                                                          | 5 - 0 | Sovjet-Unie | National Hockey Centre Willesden, Londen |
| 21' 57' Richard Charlesworth 29' Grant Mitton 43' Jon Bestall 65' Peter Haselhurst |       |             | National Hockey Centre Willesden, Londen |

##### Troostfinale
| 19 oktober 1986                        |              |                                       |                                          |
| West-Duitsland                         | 3 - 2 (n.v.) | Sovjet-Unie                           | National Hockey Centre Willesden, Londen |
| Heiner Dopp Stefan Blocher Thomas Reck |              | Mikhail Nichepurenko Viktor Deputatov | National Hockey Centre Willesden, Londen |

##### Finale
|            |       |                         |                                          |
| Engeland   | 1 - 2 | Australië               | National Hockey Centre Willesden, Londen |
| Jon Potter |       | Terry Walsh Jon Bestall | National Hockey Centre Willesden, Londen |

| Wereldkampioen 1986    |
| ---------------------- |
|                        |
| Australië Eerste titel |

## Selecties

### Nederland
1. Frank Leistra (gk)
2. Floris Jan Bovelander
3. Cees Jan Diepeveen
4. Hendrik Jan Kooijman
5. René Klaassen
6. Jan Hidde Kruize
7. Johannes Boele van Hensbroek
8. Fred Bierens

1. Ronald Jan Heijn
2. Ties Kruize
3. Marc Delissen
4. Donald Drost
5. Lex Bos (gk)
6. Tom van 't Hek
7. Gert Jan Schlatmann
8. Maarten van Grimbergen

Bondscoach: Hans Jorritsma

Manager: Joost Bellaart

Chef d’equipe: Frans Spits 

## Eindrangschikking
| Rang   | Land           |
| ------ | -------------- |
| Goud   | Australië      |
| Zilver | Engeland       |
| Brons  | West-Duitsland |
| 4      | Sovjet-Unie    |
| 5      | Spanje         |
| 6      | Argentinië     |
| 7      | Nederland      |
| 8      | Polen          |
| 9      | Nieuw-Zeeland  |
| 10     | Canada         |
| 11     | Pakistan       |
| 12     | India          |

## Topscorers
- In onderstaand overzicht zijn alleen de spelers opgenomen met vier of meer treffers achter hun naam.

| Plaats | Speler                                                                           | Land                                                             | Doelpunten |
| ------ | -------------------------------------------------------------------------------- | ---------------------------------------------------------------- | ---------- |
| 1      | Richard Charlesworth                                                             | Australië                                                        | 7          |
| 2      | Karol Podzorski Jaime Escudé                                                     | Polen Spanje                                                     | 5          |
| 4      | Xavier Escudé Peter Daji Carsten Fisher Neil Hawgood JaimSean Kerly Grant Mitton | Spanje Nieuw-Zeeland West-Duitsland Australië Engeland Australië | 4          |